# الأوينية

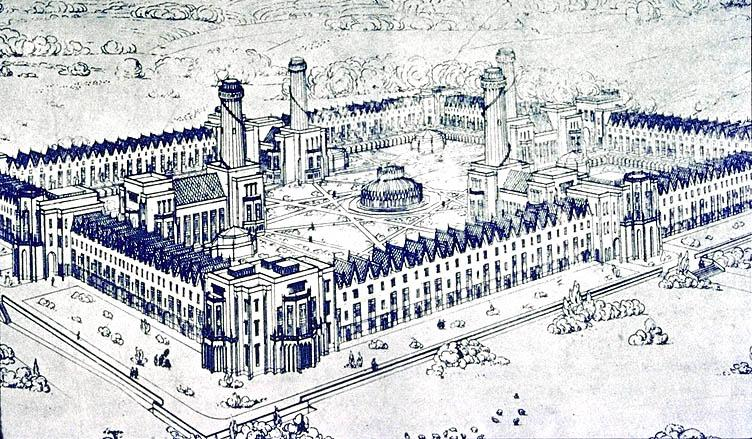

الأوينية (بالإنجليزية: Owenism)‏ فلسفة طوباوية اشتراكية خيالية، تعود للقرن التاسع عشر، تنسب إلى الفيلسوف الويلزي روبرت أوين مع أتباعه وخلفائه الذين عرفوا فيما بعد باسم الأوينتيز. تسعى الأوينية إلى إصلاح جذري داخل المجتمع كما أنها اعتبرت رائدة الحركة التعاونية.